# 蒙特贝洛-维琴蒂诺
蒙特贝洛-维琴蒂诺（義大利語：Montebello Vicentino），是意大利威尼托大区维琴察省的一个市镇。总面积21.43平方公里，人口6557人，人口密度306.0人/平方公里（2009年）。国家统计（ISTAT）代码为024060。